# 臺中市立大甲國民中學
臺中市立大甲國民中學簡稱大甲國中，台中市大甲區的市立國民中學。

## 校史
- 1968年2月成立籌備處，校址設於大甲鎮文武營盤口現址，4月中旬動土興建校舍。
- 1968年7月，定名為「臺中縣立大甲國民中學」。
- 1973年，成立附設國民中學補習學校。
- 1974年，增建生物、化學、物理實驗教室，另加音樂、縫紉、烹飪等特別教室也擴增。
- 1978年，籌建體育活動中心，並創設美術班。
- 1986年，創立大甲長青學苑。
- 2005年，成立資優班。
- 2013年，生活教育反毒紫錐花運動獲台中市第一、國教署第一、全國第一。
- 2014年，獲閱讀磐石獎、機器人競賽臺中市國中組第一。前棟五樓新校舍完成。
- 2020及2021年分別榮獲教育部教學卓越獎佳作及金質獎

## 歷屆校長
1. 王顯榮：1968年－1983年
2. 張恕：1983年－1991年
3. 張洪範：1993年－1995年2月
4. 王錦賜：1995年2月－2001年2月
5. 張澤彥：2001年2月－2009年2月
6. 吳茂林：2009年2月－2015年8月
7. 賴文宗：2015年8月－2023年8月
8. 張清欽：現任

## 學區
大甲里、中山里、孔門里、文武里、平安里

江南里、奉化里、岷山里、頂店里、朝陽里、德化里 

## 外部連結
- 臺中市立大甲國民中學 （页面存档备份，存于）